# Лора, Энрике
Энрике Лора Мильян (исп. Enrique Lora Millán; род. 7 мая 1945, Ла-Пуэбла-дель-Рио) — испанский футболист, полузащитник.

## Карьера

### Клубная карьера
Во взрослом футболе дебютировал в клубе «Севилья Атлетико», из которого в 1966 году перешёл в »Севилью».
Лора дебютировал в чемпионате Испании 25 сентября 1966 года, одержав домашнюю победу над «Гранадой». 4 декабря он забил свои первые два гола в ворота «Кордовы».
В 1977 году Лора покинул «Севилью», несмотря на намерение завершить там карьеру. В том же году он подписал контракт с клубом второго дивизиона «Рекреативо», став чемпионом в первом же сезоне. Он помог клубу впервые за долгое время выйти в чемпионат.
Завершил карьеру футболиста в 1979 году.

### Карьера в сборной
11 февраля 1970 года дебютировал в официальных матчах в составе национальной сборной Испании, одержав победу над сборной ФРГ со счётом 2:0.
Всего в составе сборной сыграл 14 матчей, забив свой единственный гол 24 ноября 1971 года в отборочном турнире чемпионата Европы 1972 года в ворота сборной Кипра. Свой последний матч за сборную провёл 19 октября 1972 года в квалификации на чемпионат мира 1974 года против сборной Югославии, когда он был выведен на замену Хуана Соля, а спустя 24 минуты сам был заменён на Хосе Уфарте.